# Суша (Иг)
Суша (словен. Suša) је насељено место у општини Иг, Средњесловенска регија, Словенија.

## Историја
До територијалне реорганизације у Словенији била је у саставу града Љубљане, односно старе општине Вич–Рудник. Као самостално насеље Суша постоји од 2007. године. Настала је издвајањем дела из насеља Селник.

## Становништво
У попису становништва из 2011. године, Суша је имала 28 становника.
| Број становника према пописима |
| ------------------------------ |
| 2011                           |
| 28                             |

Напомена: Године 2007. настала издвајањем дела из насеља Селник.